# Lední hokej na Zimních olympijských hrách 1992
Lední hokej na Zimních olympijských hrách 1992 se hrál ve dnech 8.–23. února 1992 v Méribel Ice Palace v lyžařském středisku Méribel v obci Les Allues ve vzdálenosti 45 km od Albertville v Savojských Alpách ve Francii. Olympijský turnaj se hrál poprvé podle nového systému; pod pět olympijských kruhů vstoupilo play-off.
Turnaje se zúčastnilo dvanáct mužstev rozdělených do dvou šestičlenných skupin, z nichž první čtyři postoupila do play off, kde se hrálo o medaile. Týmy které skončily ve skupině na pátém a šestém místě hrály o deváté až dvanácté místo, týmy které vypadly ve čtvrtfinále hrály o páté až osmé místo.
Zajímavostí těchto olympijských her je, že Sovětský svaz už tehdy neexistoval, ale nástupnické státy tehdy měly společný tým vystupující jako SNS – Společenství nezávislých států.

## Výsledky a tabulky

### Skupina A
|    |         | USA | SWE     | FIN    | GER     | ITA    | POL    | V | R | P | Skóre | B |
| 1. | USA     | USA | 3:3     | 4:1    | 2:0     | 6:3    | 3:0    | 4 | 1 | 0 | 18:7  | 9 |
| 2. | Švédsko | 3:3 | Švédsko | 2:2    | 3:1     | 7:3    | 7:2    | 3 | 2 | 0 | 22:11 | 8 |
| 3. | Finsko  | 1:4 | 2:2     | Finsko | 5:1     | 5:3    | 9:1    | 3 | 1 | 1 | 22:11 | 7 |
| 4. | Německo | 0:2 | 1:3     | 1:5    | Německo | 5:2    | 4:0    | 2 | 0 | 3 | 11:12 | 4 |
| 5. | Itálie  | 3:6 | 3:7     | 3:5    | 2:5     | Itálie | 7:1    | 1 | 0 | 4 | 18:24 | 2 |
| 6. | Polsko  | 0:3 | 2:7     | 1:9    | 2:4     | 1:7    | Polsko | 0 | 0 | 5 | 4:30  | 0 |

 Švédsko –  Polsko 7:2 (2:1, 3:0, 2:1)
9. února 1992 (13:00) – Albertville (Méribel – Palais des Glaces)

Branky Švédska: 1:41 Lars Edström, 7:40 Patrik Ericksson, 20:18 Håkan Loob, 38:06 Charles Berglund, 39:09 Håkan Loob, 45:50 Tommy Sjödin, 52:28 Lars Edström.

Branky Polska: 19:12 Janusz Hajnos, 44:42 Waldemar Klisiak.

Rozhodčí: Christian Frey (SUI) – Thomas Gasser (ITA), Šamil Šarikov (EUN)

Vyloučení: 3:2

Diváků: 1 978
 Finsko –  Německo 5:1 (1:0, 2:0, 2:1)
9. února 1992 (16:30) – Albertville (Méribel – Palais des Glaces)

Branky Finska: 3:08 Mika Nieminen, 33:50 Hannu Järvenpää, 36:43 Hannu Järvenpää, 45:47 Teemu Selänne, 51:43 Teemu Selänne.

Branky Německa: 44:19 Andreas Brockmann.

Rozhodčí: Dom Adam (USA) – Jean-Christophe Benoîst (FRA), Erik Larssen (NOR)

Vyloučení: 7:11

Diváků: 4 410
 USA –  Itálie 6:3 (2:1, 0:2, 4:0)
9. února 1992 (20:15) – Albertville (Méribel – Palais des Glaces)

Branky USA: 2:31 Moe Mantha, 7:18 Jim Jahannson, 41:41 Clark Donatelli, 47:02 Steve Heinze, 48:37 Tim Sweeney, 53:41 Carl J. Young.

Branky Itálie: 18:12 Bruno Zarrillo, 20:23 Bob Manno, 38:45 Giuseppe Foglietta.

Rozhodčí: Seppo Mäkelä (FIN) – Jean-Phillipe Ollier (FRA), Richard Schutz (GER)

Vyloučení: 6:8

Diváků: 5 445
 Finsko –  Polsko 9:1 (4:0, 1:0, 4:1)
11. února 1992 (13:00) – Albertville (Méribel – Palais des Glaces)

Branky Finska: 2:41 Timo Jutila, 15:20 Raimo Helminen, 17:28 Raimo Summanen, 18:36 Mikko Mäkelä, 37:32 Hannu Järvenpää, 45:32 Mikko Mäkelä, 56:09 Teemu Selänne, 56:57 Pekka Tuomisto, 59:19 Teemu Selänne.

Branky Polska: 54:46 Mariusz Puzio.

Rozhodčí: Bern Schneider (GER) – Miloš Benek (TCH), Jean-Phillipe Ollier (FRA)

Vyloučení: 6:8

Diváků: 2 953
 USA –  Německo 2:0 (0:0, 1:0, 1:0)
11. února 1992 (16:30) – Albertville (Méribel – Palais des Glaces)

Branky USA: 25:25 Marty McInnis, 51:58 Ted Donato.

Rozhodčí: Nikolaj Morozov (EUN) – Janne Rautavuori (FIN), Johan Enestedt (SWE)

Vyloučení: 6:5 (1:0)

Diváků: 6 063
 Švédsko –  Itálie 7:3 (2:0, 4:1, 1:2)
11. února 1992 (20:15) – Albertville (Méribel – Palais des Glaces)

Branky Švédska: 3:38 Håkan Loob, 6:10 Tommy Sjödin, 21:14 Lars Edström, 29:11 Patric Kjellberg, 37:06 Börje Salming, 38:27 Börje Salming, 44:08 Daniel Rydmark.

Branky Itálie: 35:13 Emilio Iovio, 48:34 Robert Ginnetti, 59:19 Rick Morocco.

Rozhodčí: Jiří Lípa (TCH) – Jean-Christophe Benoîst (FRA), Jim Carman (CAN)

Vyloučení: 4:6

Diváků: 3 215
 Itálie –  Polsko 7:1 (5:1, 1:0, 1:0)
13. února 1992 (13:00) – Albertville (Méribel – Palais des Glaces)

Branky Itálie: 3:05 Bruno Zarrillo, 4:09 Emilio Iovio, 11:43 Giuseppe Foglietta, 15:42 Lucio Topatigh, 16:31 Santino Pellegrino, 24:09 Bruno Zarrillo, 53:24 Robert Ginnetti.

Branky Polska: 16:00 Robert Szopinski.

Rozhodčí: Sven-Erik Sold (SWE) – John Malinovski (USA), Erik Larssen (NOR)

Vyloučení: 8:3

Diváků: 2 390
 USA –  Finsko 4:1 (1:0, 1:1, 2:0)
13. února 1992 (16:30) – Albertville (Méribel – Palais des Glaces)

Branky USA: 18:44 Scott Young, 33:55 Tim Sweeney, 49:52 Sean Hill, 53:08 Scott Young.

Branky Finska: 29:42 Mikko Mäkelä.

Rozhodčí: Christian Frey (SUI) – Jim Carmen (CAN), Šamil Šarikov (EUN)

Vyloučení: 3:3 (1:0, 0:1)

Diváků: 6 100
 Německo –  Švédsko 1:3 (1:3, 0:0, 0:0)
13. února 1992 (20:15) – Albertville (Méribel – Palais des Glaces)

Branky Německa: 6:22 Michael Rumrich.

Branky Švédska: 4:04 Börje Salming, 18:14 Mikael Johansson, 18:59 Patrik Ericksson.

Rozhodčí: George McCorry (CAN) – Miloš Benek (TCH), Jean-Christophe Benoîst (FRA)

Vyloučení: 3:3

Diváků: 5 528
 Německo –  Itálie 5:2 (2:0, 0:2, 3:0)
15. února 1992 (13:00) – Albertville (Méribel – Palais des Glaces)

Branky Německa: 2:23 Michael Rumrich, 10:16 Michael Rumrich, 49:50 Ronald Fischer, 58:05 Michael Rumrich, 59:54 Peter Draisaitl.

Branky Itálie: 30:04 Rick Morocco, 33:11 Santino Pellegrino.

Rozhodčí: Nikolaj Morozov (EUN) – Jim Carmen (CAN), Jean-Phillipe Ollier (FRA)

Vyloučení: 4:9 navíc Camzolla (ITA) na 10. min.

Diváků: 5 343
 Finsko –  Švédsko 2:2 (0:1, 1:0, 1:1)
15. února 1992 (16:30) – Albertville (Méribel – Palais des Glaces)

Branky Finska: 21:34 Mika Nieminen, 42:27 Petri Skriko.

Branky Švédska: 3:32 Mats Näslund, 55:38 Thomas Rundqvist.

Rozhodčí: Dom Adam (USA) – John Malinovski (USA), Šamil Šarikov (EUN)

Vyloučení: 5:5

Diváků: 6 100
 USA –  Polsko 3:0 (0:0, 2:0, 1:0)
15. února 1992 (20:15) – Albertville (Méribel – Palais des Glaces)

Branky USA: 34:47 Shawn McEachern, 37:39 Tim Sweeney, 53:07 Marty McInnis.

Rozhodčí: Eric Malletroit (FRA) – Miloš Benek (TCH), Jean-Christophe Benoîst (FRA)

Vyloučení: 4:3

Diváků: 6 100
 Německo –  Polsko 4:0 (1:0, 1:0, 2:0)
17. února 1992 (13:00) – Albertville (Méribel – Palais des Glaces)

Branky Německa: 4:04 Dieter Hegen, 27:31 Ernst Köpf, 49:55 Ernst Köpf, 51:44 Andreas Brockmann.

Rozhodčí: Sven-Erik Sold (SWE) – Erik Larssen (NOR), Thomas Gasser (ITA)

Vyloučení: 4:7

Diváků: 6 100
 Finsko –  Itálie 5:3 (3:0, 0:1, 2:2)
17. února 1992 (16:30) – Albertville (Méribel – Palais des Glaces)

Branky Finska: 3:57 Teemu Selänne, 14:25 Hannu Järvenpää, 15:24 Pekka Tuomisto, 40:24 Timo Jutila, 54:24 Raimo Summanen.

Branky Itálie: 28:58 Emilio Iovio, 42:21 Giuseppe Foglietta, 54:24 Giuseppe Foglietta.

Rozhodčí: Nikolaj Morozov (EUN) – Šamil Šarikov (EUN), Johan Enestedt (SWE)

Vyloučení: 10:11 navíc De Angeli (ITA) na 10 min.

Diváků: 6 100
 Švédsko –  USA 3:3 (0:1, 0:1, 3:1)
17. února 1992 (20:15) – Albertville (Méribel – Palais des Glaces)

Branky Švédska: 46:21 Tommy Sjödin, 53:25 Håkan Loob, 59:39 Mikael Johansson.

Branky USA: 0:36 Clark Donatelli, 27:18 Ted Donato, 42:42 Marty McInnis.

Rozhodčí: Seppo Mäkelä (FIN) – Richard Schutz (GER), Jim Carmen (CAN)

Vyloučení: 5:8 navíc Näslund (SWE) do konce utkání.

Diváků: 6 100

### Skupina B
|    |           | CAN    | EUN            | TCH            | FRA     | SUI       | NOR    | V | R | P | Skóre | B |
| 1. | Kanada    | Kanada | 4:5            | 5:1            | 3:2     | 6:1       | 10:0   | 4 | 0 | 1 | 28:9  | 8 |
| 2. | SNS       | 5:4    | Vereintes Team | 3:4            | 8:0     | 8:1       | 8:1    | 4 | 0 | 1 | 32:10 | 8 |
| 3. | ČSFR      | 1:5    | 4:3            | Československo | 6:4     | 4:2       | 10:1   | 4 | 0 | 1 | 25:15 | 8 |
| 4. | Francie   | 2:3    | 0:8            | 4:6            | Francie | 4:3       | 4:2    | 2 | 0 | 3 | 14:22 | 4 |
| 5. | Švýcarsko | 1:6    | 1:8            | 2:4            | 3:4     | Švýcarsko | 6:3    | 1 | 0 | 4 | 13:25 | 2 |
| 6. | Norsko    | 0:10   | 1:8            | 1:10           | 2:4     | 3:6       | Norsko | 0 | 0 | 5 | 7:38  | 0 |

 Kanada –  Francie 3:2 (1:1, 2:0, 0:1)
8. února 1992 (13:00) – Albertville (Méribel – Palais des Glaces)

Branky Kanady: 7:05 Joé Juneau, 20:50 Dave Archibald, 22:41 Kent Manderville.

Branky Francie: 17:11 Stéphane Barin, 40:59 Stéphane Barin.

Rozhodčí: Nikolaj Morozov (EUN) – Miloš Benek (TCH), Johan Enestedt (SWE)

Vyloučení: 9:7

Diváků: 5 100
 Československo –  Norsko	10:1 (4:0, 5:1, 1:0)
8. února 1992 (16:30) – Albertville (Méribel – Palais des Glaces)

Branky ČSFR: 4:25 Otakar Janecký (Ladislav Lubina), 7:14 Richard Žemlička (Petr Hrbek), 7:59 Tomáš Jelínek (Ladislav Lubina), 16:21 Ladislav Lubina (Otakar Janecký), 28:50 Petr Rosol (Kamil Kašťák), 31:40 Róbert Švehla (Peter Veselovský), 33:14 Petr Rosol (Robert Lang, Kamil Kašťák), 34:02 Radek Ťoupal, 37:04 Petr Rosol, 42:33 Jiří Šlégr (Robert Lang).

Branky Norska: 24:44 Tom Johansen (Örjan Lövdal).

Rozhodčí: George McCorry (CAN) – Jim Carman (CAN), Janne Rautavuori (FIN)

Vyloučení: 7:4 (1:0)

Diváků: 3 245
ČSFR: Petr Bříza – Drahomír Kadlec, Leo Gudas, Bedřich Ščerban, Richard Šmehlík, Jiří Šlégr, Miloslav Hořava, Róbert Švehla, František Procházka – Tomáš Jelínek, Otakar Janecký, Ladislav Lubina – Radek Ťoupal, Petr Hrbek, Richard Žemlička – Patrik Augusta, Peter Veselovský, Igor Liba – Petr Rosol, Robert Lang, Kamil Kašťák.
Norsko: Steve Allman (41. Jim Marthinsen) – Petter Salsten, Kim Sögaard, Tommy Jakobsen, Jon-Magne Karlstad, Jan-Roar Fagerli, Morgan Andersen, Carl Gunnar Gundersen, Martin Friis – Geir Hoff, Petter Thoresen, Marius Rath – Tom Johansen, Örjan Lövdal, Öystein Olsen – Arne Billkvam, Erik Kristiansen, Rune Gulliksen – Jarle Friis, Ole-Eskild Dahlström, Eirik Paulsen.
 SNS –  Švýcarsko 8:1 (3:0, 3:0, 2:1)
8. února 1992 (20:15) – Albertville (Méribel – Palais des Glaces)

Branky SNS: 5:53 Igor Boldin, 12:16 Vitalij Prochorov, 18:17 Vladimir Malachov, 27:19 Sergej Petrenko, 34:37 Nikolaj Borščevskij, 38:11 Jurij Chmyljov, 44:35 Andrej Chomutov, 47:52 Vjačeslav Bykov.

Branky Švýcarska: 52:19 Samuel Balmer.

Rozhodčí: Sven-Erik Sold (SWE) – John Malinovski (USA), Richard Schutz (GER)

Vyloučení: 6:8

Diváků: 3 925
 SNS –  Norsko 8:1 (3:0, 2:0, 3:1)
10. února 1992 (13:00) – Albertville (Méribel – Palais des Glaces)

Branky SNS: 3:50 Dmitrij Mironov, 6:56 Andrej Chomutov, 12:28 Nikolaj Borščevskij, 27:32 Jurij Chmyljov, 32:13 Vladimir Malachov, 44:27 Andrej Chomutov, 52:01 Nikolaj Borščevskij, 55:58 Jevgenij Davydov.

Branky Norska: 59:54 Petter Thoresen.

Rozhodčí: Jiří Lípa (TCH) – Thomas Gasser (ITA), Richard Schutz (GER)

Vyloučení: 4:8

Diváků: 6 100
 Československo –  Francie 	6:4 (0:2, 4:1, 2:1)
10. února 1992 (16:30) – Albertville (Méribel – Palais des Glaces)

Branky ČSFR: 23:27 Petr Hrbek (Richard Šmehlík), 32:40 Miloslav Hořava (Kamil Kašťák), 34:41 Otakar Janecký (Drahomír Kadlec), 35:21 Igor Liba (Peter Veselovský), 43:44 Otakar Janecký (Richard Šmehlík), 45:29 Petr Rosol (Robert Lang).

Branky Francie: 5:00 Arnaud Briand (Benoit Laporte), 5:36 Antoine Richer (Stéphane Botteri), 39:58 Peter Almasy (Christophe Ville), 47:36 Peter Almasy.

Rozhodčí: Sven-Erik Sold (SWE) – John Malinovsky (USA), Šamil Šakirov (EUN)

Vyloučení: 9:9 (1:2, 0:1)

Diváků: 6 100
ČSFR: Petr Bříza – Drahomír Kadlec, Leo Gudas, Róbert Švehla, František Procházka, Jiří Šlégr, Miloslav Hořava, Bedřich Ščerban, Richard Šmehlík – Tomáš Jelínek, Otakar Janecký, Ladislav Lubina – Patrik Augusta, Peter Veselovský, Igor Liba – Petr Rosol, Robert Lang, Kamil Kašťák – Radek Ťoupal, Petr Hrbek, Richard Žemlička.
Francie: Petri Ylönen – Stéphane Botteri, Jean-Phiippe Lemoine, Serge Poudrier, Denis Perez, Michael Leblanc, Bruno Saunier, Pascal Margerit, Gerald Guennelon – Philippe Bozon, Antoine Richer, Christian Pouget – Stéphane Barin, Christophe Ville, Peter Almasy – Pierre Pousse, Yves Crettenand, Michael Babin – Arnaud Briand, Benoit Laporte, Patrick Dunn.
 Kanada –  Švýcarsko 6:1 (1:0, 4:0, 1:1)
10. února 1992 (20:15) – Albertville (Méribel – Palais des Glaces)

Branky Kanady: 3:18 Eric Lindros, 24:06 Joé Juneau, 25:47 Eric Lindros, 27:44 Wally Schreiber, 35:43 Joé Juneau, 58:19 Gord Hynes.

Branky Švýcarska: 40:47 Jörg Eberle.

Rozhodčí: Dom Adam (USA) – Erik Larssen (NOR), Janne Rautavuori (FIN)

Vyloučení: 10:10 navíc Howald (SUI) na 5 + do konce utkání.

Diváků: 5 342
 Kanada –  Norsko 10:0 (3:0, 3:0, 4:0)
12. února 1992 (13:00) – Albertville (Méribel – Palais des Glaces)

Branky Kanady: 1:57 Dave Archibald, 6:35 Dave Archibald, 19:41 Wally Schreiber, 20:24 Randy Smith, 30:02 Patrick Lebeau, 33:39 Kevin Dahl, 46:25 Fabian Joseph, 48:37 Eric Lindros, 50:26 Gord Hynes, 59:50 Gord Hynes.

Rozhodčí: Bernd Schneider (GER) – Thomas Gasser (ITA), John Malinovski (USA)

Vyloučení: 7:4

Diváků: 5 116
 Francie –  Švýcarsko 4:3 (1:2, 2:1, 1:0)
12. února 1992 (16:30) – Albertville (Méribel – Palais des Glaces)

Branky Francie: 18:29 Christophe Ville, 27:37 Peter Almasy, 32:52 Philippe Bozon, 56:42 Stéphane Barin.

Branky Švýcarska: 38:14 Thomas Vrabec, 12:26 Samuel Balmer, 13:28 Mario Rottaris.

Rozhodčí: Seppo Mäkelä (FIN) – Janne Rautavuori (FIN), Richard Schutz (GER)

Vyloučení: 6:7 (1:2)

Diváků: 6 102
 Československo –  SNS 4:3 (2:1, 0:1, 2:1)
12. února 1992 (20:15) – Albertville (Méribel – Palais des Glaces)

Branky ČSFR: 15:25 Robert Lang (Leo Gudas), 17:51 Patrik Augusta, 45:48 Robert Lang (Petr Rosol, Kamil Kašťák), 56:42 Petr Rosol (Robert Lang).

Branky SNS: 13:46 Igor Kravčuk (Nikolaj Borščevskij), 30:37 Dmitrij Juškevič (Alexej Kovaljov), 51:48 Nikolaj Borščevskij (Igor Boldin).

Rozhodčí: George McCorry (CAN) – Johan Enestedt (SWE), Jean-Phillipe Ollier (FRA)

Vyloučení: 7:4 (2:3) + Jelínek na 10 min.

Diváků: 6 100
ČSFR: Petr Bříza – Drahomír Kadlec, Leo Gudas, Bedřich Ščerban, Róbert Švehla, Jiří Šlégr, Miloslav Hořava – Tomáš Jelínek, Otakar Janecký, Ladislav Lubina – Petr Rosol, Robert Lang, Kamil Kašťák – Patrik Augusta, Peter Veselovský, František Procházka – Richard Žemlička, Petr Hrbek, Radek Ťoupal.
SNS: Michail Štalenkov – Darjus Kasparajtis, Dmitrij Mironov, Igor Kravčuk, Sergej Bautin, Vladimir Malachov, Sergej Zubov, Dmitrij Juškevič, Alexej Žitnik – Andrej Chomutov, Vjačeslav Bykov, Jurij Chmyljov – Andrej Kovalenko, Vjačeslav Bucajev, Jevgenij Davydov – Nikolaj Borščevskij, Igor Boldin, Vitalij Prochorov – Sergej Petrenko, Alexej Kovaljov, Alexej Žamnov.
 SNS –  Francie 8:0 (2:0, 4:0, 2:0)
14. února 1992 (13:00) – Albertville (Méribel – Palais des Glaces)

Branky SNS: 5:42 Vitalij Prochorov, 8:47 Nikolaj Borščevskij, 21:20 Andrej Chomutov, 24:46 Andrej Chomutov, 35:28 Dmitrij Mironov, 37:36 Jevgenij Davydov, 43:20 Alexej Žitnik, 49:11 Andrej Kovalenko.

Rozhodčí: Jiří Lípa (TCH) – Thomas Gasser (ITA), Erik Larssen (NOR)

Vyloučení: 3:3

Diváků: 6 100
 Švýcarsko –  Norsko 6:3 (0:1, 1:1, 5:1)
14. února 1992 (16:30) – Albertville (Méribel – Palais des Glaces)

Branky Švýcarska: 26:54 Patrick Howald, 45:33 Keith Fair, 45:53 Jörg Eberle, 47:38 Gil Montandon, 51:21 Keith Fair, 55:07 Patrick Howald.

Branky Norska: 10:06 Carl Gunnar Gundersen], 22:15 Tom Johansen, 46:20 Eirik Paulsen.

Rozhodčí: Nikolaj Morozov (EUN) – Jean-Phillipe Ollier (FRA), Johan Enestedt (SWE)

Vyloučení: 6:5

Diváků: 4 972
 Československo –  Kanada 	1:5 (0:1, 1:2, 0:2)
14. února 1992 (20:15) – Albertville (Méribel – Palais des Glaces)

Branky ČSFR: 39:37 Kamil Kašťák (Robert Lang).

Branky Kanady: 3:33 Joé Juneau (Brad Schlegel), 30:12 Dave Archibald (Joé Juneau), 36:46 Joé Juneau, 41:35 Dave Hannan (Todd Brost), 55:23 Dave Archibald (Kent Manderville).

Rozhodčí: Seppo Mäkelä (FIN) – Janne Rautavuori (FIN), Richard Schütz (GER)

Vyloučení: 4:8 (1:3) + Sean Burke na 10 min.

Diváků: 6 100
ČSFR: Petr Bříza – Leo Gudas, Drahomír Kadlec, Bedřich Ščerban, Róbert Švehla, Miloslav Hořava, Jiří Šlégr – Tomáš Jelínek, Otakar Janecký, Ladislav Lubina – Patrik Augusta, Peter Veselovský, František Procházka – Petr Rosol, Robert Lang, Kamil Kašťák – Radek Ťoupal, Petr Hrbek, Richard Žemlička.
Kanada: Sean Burke – Jason Woolley, Brad Schlegel, Gord Hynes, Adrien Plavsic, Brian Tutt, Kevin Dahl, Curt Giles, Dan Ratushny – Chris Lindberg, Joé Juneau, Randy Smith – Wally Schreiber, Fabian Joseph, Kent Manderville – Dave Hannan, Eric Lindros, Todd Brost – Patrick Lebeau, Dave Tippett, Dave Archibald.
 Francie –  Norsko 4:2 (1:0, 0:0, 3:2)
16. února 1992 (13:00) – Albertville (Méribel – Palais des Glaces)

Branky Francie: 1:40 Patrick Dunn, 44:14 Philippe Bozon, 49:39 Patrick Dunn, 59:46 Philippe Bozon.

Branky Norska: 45:32 Geir Hoff, 54:22 Marius Rath.

Rozhodčí: Jiří Lípa (TCH) – Miloš Benek (TCH), Janne Rautavuori (FIN)

Vyloučení: 8:7

Diváků: 6 100
 Československo –  Švýcarsko 	4:2 (1:1, 1:1, 2:0)
16. února 1992 (16:30) – Albertville (Méribel – Palais des Glaces)

Branky ČSFR: 13:52 Petr Rosol (Robert Lang), 38:58 Robert Lang (Jiří Šlégr), 55:43 Peter Veselovský (Róbert Švehla), 57:18 Ladislav Lubina (Otakar Janecký).

Branky Švýcarska: 7:58 Patrick Howald (Keith Fair), 26:08 Manuele Celio (André Rötheli).

Rozhodčí: George McCorry (CAN) – Jean-Christophe Benoist (FRA), Šamil Šakirov (EUN)

Vyloučení: 3:6

Diváků: 6 100
ČSFR: Oldřich Svoboda – Drahomír Kadlec, Leo Gudas, Róbert Švehla, František Procházka, Jiří Šlégr, Miloslav Hořava, Richard Šmehlík, Bedřich Ščerban – Tomáš Jelínek, Otakar Janecký, Ladislav Lubina – Radek Ťoupal, Peter Veselovský, Igor Liba – Petr Rosol, Robert Lang, Kamil Kašťák – Patrik Augusta, Petr Hrbek, Richard Žemlička.
Švýcarsko: Renato Tosio – Sven Leuenberger, Samuel Balmer, Sandro Bertaggia, Andreas Beutler, Dino Kessler, André Künzi – Peter Jaks, Gil Montandon, Patrick Howald – Jörg Eberle, Thomas Vrabec, Andy Ton – Keith Fair, Mario Rottaris, Mario Brodmann – Manuele Celio, Alfred Lüthi, André Rötheli.
 Kanada –  SNS 4:5 (2:3, 0:1, 2:1)
16. února 1992 (20:15) – Albertville (Méribel – Palais des Glaces)

Branky Kanady: 11:03 Dave Archibald, 13:22 Eric Lindros, 43:39 Dave Tippett, 48:50 Dave Hannan.

Branky SNS: 8:05 Dmitrij Mironov, 14:35 Nikolaj Borščevskij, 15:20 Sergej Petrenko, 34:33 Igor Kravčuk, 52:44 Igor Kravčuk.

Rozhodčí: Dom Adam (USA) – John Malinovski (USA), Johan Enestedt (SWE)

Vyloučení: 6:4

Diváků: 6 100

### Play off
|  | Čtvrtfinále | Čtvrtfinále |        |     | Semifinále  | Semifinále  |  |  | Finále | Finále |
|  |             |             |        |     |             |             |  |  |        |        |
|  |             |             |        |     |             |             |  |  |        |        |
|  |             |             |        |     |             |             |  |  |        |        |
|  | SNS         | 6           |        |     |             |             |  |  |        |        |
|  | SNS         | 6           |        |     |             |             |  |  |        |        |
|  | Finsko      | 1           |        |     |             |             |  |  |        |        |
|  | Finsko      | 1           | SNS    | 5   |             |             |  |  |        |        |
|  |             |             | SNS    | 5   |             |             |  |  |        |        |
|  |             | USA         | 2      |     |             |             |  |  |        |        |
|  | USA         | USA         | 2      | 4   |             |             |  |  |        |        |
|  | USA         |             |        | 4   |             |             |  |  |        |        |
|  | Francie     | 1           |        |     |             |             |  |  |        |        |
|  | Francie     | 1           | SNS    | 3   |             |             |  |  |        |        |
|  |             |             | SNS    | 3   |             |             |  |  |        |        |
|  |             | Kanada      | 1      |     |             |             |  |  |        |        |
|  | Kanada      | Kanada      | 1      | 4   |             |             |  |  |        |        |
|  | Kanada      |             |        | 4   |             |             |  |  |        |        |
|  | Německo     | 3           |        |     |             |             |  |  |        |        |
|  | Německo     | 3           | Kanada | 4   | Třetí místo | Třetí místo |  |  |        |        |
|  |             |             | Kanada | 4   | Třetí místo | Třetí místo |  |  |        |        |
|  |             | ČSFR        | 2      |     |             |             |  |  |        |        |
|  | ČSFR        | ČSFR        | 2      | 3   | ČSFR        | 6           |  |  |        |        |
|  | ČSFR        |             |        | 3   | ČSFR        | 6           |  |  |        |        |
|  | Švédsko     | 1           |        | USA | 1           |             |  |  |        |        |
|  | Švédsko     | 1           |        |     | 1           |             |  |  |        |        |
|  |             |             |        |     |             |             |  |  |        |        |
|  |             |             |        |     |             |             |  |  |        |        |

### Čtvrtfinále
Kanada –  Německo 3:3 (1:2, 1:0, 1:1 – 3:2sn)
18. února 1992 (17:00) – Albertville (Méribel – Palais des Glaces)

Branky Kanady: 9:38 Joé Juneau, 20:28 Brad Schlegel, 53:54 Kevin Dahl.

Branky Německa: 12:40 Michael Rumrich, 16:34 Dieter Hegen, 57:38 Ernst Köpf.

Samostatné nájezdy Kanady: Jason Woolley, Wally Schreiber, Eric Lindros.

Samostatné nájezdy Německa: Michael Rumrich, Andreas Brockman.

Rozhodčí: Seppo Mäkelä (FIN) – John Malinovski (USA), Thomas Gasser (ITA)

Vyloučení: 0:3 (1:0)

Diváků: 6 100
 USA –  Francie 4:1 (0:1, 3:0, 1:0)
18. února 1992 – Albertville (Méribel – Palais des Glaces)

Branky USA: 25:43 Keith Tkachuk, 28:13 Ted Donato, 31:29 Ted Donato, 46:29 Marty McInnis.

Branky Francie: 11:01 Stéphane Barin.

Rozhodčí: George McCorry (CAN) – Richard Schutz (GER), Erik Larssen (NOR)

Vyloučení: 10:4

Diváků: 6 100
 SNS –  Finsko 6:1 (2:1, 2:0, 2:0)
19. února 1992 (17:00) – Albertville (Méribel – Palais des Glaces)

Branky SNS: 5:42 Nikolaj Borščevskij, 17:36 Andrej Chomutov, 34:50 Jurij Chmyljov, 37:12 Vladimir Malachov, 47:21 Vjačeslav Bykov, 58:35 Sergej Petrenko.

Branky Finska: 8:25 Pekka Tuomisto.

Rozhodčí: Dom Adam (USA) – John Malinovski (USA), Johan Enestedt (SWE)

Vyloučení: 5:9 (1:0)

Diváků: 6 100
 Československo –  Švédsko 3:1 (1:1, 0:0, 2:0)
19. února 1992 (21:00) – Albertville (Méribel – Palais des Glaces)

Branky ČSFR: 18:46 Drahomír Kadlec (Petr Rosol), 53:05 Otakar Janecký, 57:43 Patrik Augusta (Petr Hrbek).

Branky Švédska: 5:00 Mikael Johansson (Kenneth Kennholt).

Rozhodčí: George McCorry (CAN) – Jim Carman (CAN), Šamil Šakirov (SNS)

Vyloučení: 4:3

Diváků: 6 100
ČSFR: Petr Bříza – Drahomír Kadlec, Leo Gudas, Jiří Šlégr, Miloslav Hořava, Róbert Švehla, Richard Šmehlík – Tomáš Jelínek, Otakar Janecký, Ladislav Lubina – Radek Ťoupal, Peter Veselovský, František Procházka – Petr Rosol, Robert Lang, Kamil Kašťák – Patrik Augusta, Petr Hrbek, Richard Žemlička.
Švédsko: Tommy Söderström – Peter Andersson (1962), Tommy Sjödin, Peter Andersson (1965), Börje Salming, Frederik Stillman, Kenneth Kennholt, Petri Liimatainen, Peter Ottosson – Patric Kjellberg, Thomas Rundqvist, Håkan Loob – Patrik Carnbäck], Bengt-Ake Gustafsson, Lars Edström – Mikael Johansson, Charles Berglund, Jan Viktorsson – Mats Näslund, Daniel Rydmark, Patrik Ericksson.

### Semifinále
SNS –  USA 5:2 (2:1, 0:1, 3:0)
21. února 1992 (17:00) – Albertville (Méribel – Palais des Glaces)

Branky SNS: 11:08 Alexej Kovaljov, 15:36 Vjačeslav Bykov, 50:55 Andrej Chomutov, 54:08 Jurij Chmyljov, 57:09 Jevgenij Davydov.

Branky USA: 12:09 Sean Hill, 38:28 Marty McInnis.

Rozhodčí: Sven-Erik Sold (SWE) – Jim Carmen (CAN), Johan Enestedt (SWE)

Vyloučení: 3:8 (3:1)

Diváků: 6 100
 Československo –  Kanada 	2:4 (1:2, 1:0, 0:2)
21. února 1992 (21:00) – Albertville (Méribel – Palais des Glaces)

Branky ČSFR: 19:52 Róbert Švehla (Richard Žemlička), 23:22 Patrik Augusta (Richard Žemlička).

Branky Kanady: 1:58 Dave Hannan, 10:43 Dave Archibald (Jason Woolley), 43:59 Curt Giles, 57:48 Fabian Joseph (Todd Brost).

Rozhodčí: Dom Adam (USA) – Janne Rautavuori (FIN), Šamil Šakirov (EUN)

Vyloučení: 3:5

Diváků: 6 100
ČSFR: Petr Bříza – Drahomír Kadlec, Leo Gudas, Róbert Švehla, František Procházka, Jiří Šlégr, Richard Šmehlík – Tomáš Jelínek, Otakar Janecký, Ladislav Lubina – Radek Ťoupal, Peter Veselovský, Igor Liba – Petr Rosol, Robert Lang, Kamil Kašťák – Patrik Augusta, Petr Hrbek, Richard Žemlička
Kanada: Sean Burke – Brad Schlegel, Jason Woolley, Adrien Plavsic, Gord Hynes, Kevin Dahl, Brian Tutt, Dan Ratushny, Curt Giles – Dave Archibald, Eric Lindros, Wally Schreiber – Patrick Lebeau, Dave Tippett, Randy Smith – Dave Hannan, Fabian Joseph, Kent Manderville – Chris Lindberg, Chris Lindberg, Todd Brost.

### Finále
SNS –  Kanada 3:1 (0:0, 0:0, 3:1)
23. února 1992 (14:15) – Albertville (Méribel – Palais des Glaces)

Branky SNS: 41:01 Vjačeslav Bucajev, 55:54 Igor Boldin, 58:51 Vjačeslav Bykov.

Branky Kanady: 57:20 Chris Lindberg.

Rozhodčí: Sven-Erik Sold (SWE) – Johan Enestedt (SWE), Janne Rautavuori (FIN)

Vyloučení: 6:7

Diváků: 6 100
SNS: Štalenkov – Kasparaitis, Mironov, Baudin, Kravčuk, Malachov, Zubov, Juškevič, Žitnik – Chomutov, Bykov, Chmylov – Kovalenko, Bucajev, Davydov – Borčevskij, Boldin, Prochorov – Kovaljov, Žamnov, Petrenko.
Kanada: Burke – Schlegel, Wooley, Plavsic, Hynes, Ratushny, Giles, Dahl, Tutt – Brost, Tippet, Hannan – Manderville, Juneau, Lebeau – Archibald, Joseph, Schreiber – Smith, Lindros, Lindberg.

### O 3. místo
Československo –  USA 	6:1 (2:0, 1:0, 3:1)
22. února 1992 (21:00) – Albertville (Méribel – Palais des Glaces)

Branky ČSFR: 16:12 František Procházka (Drahomír Kadlec), 17:23 Tomáš Jelínek (Otakar Janecký), 25:51 Kamil Kašťák, 42:38 Tomáš Jelínek, 43:42 Robert Lang, 55:59 Robert Lang (František Procházka).

Branky USA: 46:55 Ted Drury (David Emma). 

Rozhodčí: George McCorry (CAN) – Johan Enestedt (SWE), Janne Rautavuori (FIN)

Vyloučení: 3:4 (0:0)

Diváků: 6 100
ČSFR: Petr Bříza – Drahomír Kadlec, Leo Gudas, Róbert Švehla, Bedřich Ščerban, Jiří Šlégr, Richard Šmehlík – Tomáš Jelínek, Otakar Janecký, Ladislav Lubina – Radek Ťoupal, Peter Veselovský, Richard Žemlička – František Procházka, Robert Lang, Kamil Kašťák – Patrik Augusta, Petr Hrbek.
USA: Ray LeBlanc – Guy Gosselin, Greg Brown, Dave Tretowicz, Bret Hedican, Sean Hill, Scott Lachance, Moe Mantha, Ted Drury – Clark Donatelli, Carl Young, Tim Sweeney – Steve Heinze, Ted Donato, Marty McInnis – Scott Young, Shawn McEachern, Joe Sacco – Jim Jahannson, David Emma, Keith Tkachuk.

### O 5.–8. místo
Německo –  Francie 5:4 (1:0, 3:3, 1:1)
20. února 1992 (17:00) – Albertville (Méribel – Palais des Glaces)

Branky Německa: 7:19 Gerd Truntschka, 27:36 Gerd Truntschka, 32:52 Dieter Hegen, 33:35 Georg Holzmann, 40:38 Dieter Hegen.

Branky Francie: 29:59 [Benoit Laporte, 31:35 Christophe Ville, 38:25 Christophe Ville, 55:52 Christophe Ville.

Rozhodčí: Christian Frey (SUI) – Johan Enestedt (SWE), Thomas Gasser (ITA)

Vyloučení: 5:5 (1:1)

Diváků: 6 100
 Švédsko –  Finsko 3:2 (2:0, 1:1, 0:1)
20. února 1992 (21:00) – Albertville (Méribel – Palais des Glaces)

Branky Švédska: 8:14 Lars Edström, 15:23 Börje Salming, 25:04 Thomas Rundqvist.

Branky Finska: 39:57 Mika Nieminen, 55:41 Teemu Selänne.

Rozhodčí: Nikolaj Morozov (EUN) – John Malinovski (USA), Šamil Šarikov (EUN)

Vyloučení: 6:4 (2:1)

Diváků: 5 200

### O 5. místo
Švédsko –  Německo 4:3 (0:2, 1:0, 3:1)
22. února 1992 (17:00) – Albertville (Méribel – Palais des Glaces)

Branky Švédska: 30:02 Peter Andersson, 43:28 Tommy Sjödin, 49:19 Thomas Rundqvist, 49:59 Patrik Carnbäck.

Branky Německa: 12:09 Andreas Brockmann, 18:27 Georg Holzmann, 46:50 Peter Draisaitl.

Rozhodčí: Dom Adam (USA) – Šamil Šakirov (EUN), Jim Carmen (CAN)

Vyloučení: 1:2

Diváků: 5 017

### O 7. místo
Finsko –  Francie 4:1 (0:0, 2:0, 2:1)
22. února 1992 (13:00) – Albertville (Méribel – Palais des Glaces)

Branky Finska: 24:28 Teemu Selänne, 30:37 Mika Nieminen, 46:26 Hannu Järvenpää, 51:17 Keijo Säilynoja.

Branky Francie: 57:30 Patrick Dunn.

Rozhodčí: Jiří Lípa (TCH) – John Malinovski (USA), Richard Schütz (GER)

Vyloučení: 6:6

Diváků: 5 150

### O 9.–12. místo
Norsko –  Itálie 5:3 (1:1, 2:1, 2:1) 
18. února 1992 (13:00) – Albertville (Méribel – Palais des Glaces)

Branky Norska: 13:20 Marius Rath, 29:01 Marius Rath, 29:27 Ole-Eskild Dahlström, 59:11 Ole-Eskild Dahlström, 59:54 Geir Hoff.

Branky Itálie: 9:09 Lucio Topatigh, 21:33 Giuseppe Foglietta, 54:33 John Vecchiarelli.

Rozhodčí: Christian Frey (SUI) – Miloš Benek (TCH), Jean-Christophe Benoist (FRA)

Vyloučení: 6:7 navíc Manno (ITA) 10 min.

Diváků: 2 023
 Švýcarsko –  Polsko 7:2 (1:0, 2:2, 4:0)
19. února 1992 (13:00) – Albertville (Méribel – Palais des Glaces)

Branky Švýcarska: 10:40 Peter Jaks, 22:43 Alfred Lüthi, 23:21 Patrice Brasey, 43:26 Sven Leuenberger, 47:08 Mario Rottaris, 54:09 Samuel Balmer, 57:42 Mario Brodmann.

Branky Polska: 28:52 Janusz Hajnos, 39:20 Kazimierz Jurek.

Rozhodčí: Jiří Lípa (TCH) – Jean-Phillipe Ollier (FRA), Thomas Gasser (ITA)

Vyloučení: 7:7

Diváků: 5 022

### O 9. místo
Norsko –  Švýcarsko 5:2 (2:0, 0:1, 3:1)
21. února 1992 (13:00) – Albertville (Méribel – Palais des Glaces)

Branky Norska: 3:59 Marius Rath, 9:52 Petter Salsten, 42:18 Eirik Paulsen, 42:40 Erik Kristiansen, 49:56 Ole-Eskild Dahlström.

Branky Švýcarska: 37:34 Mario Brodmann, 43:07 Patrick Howald.

Rozhodčí: Bernd Schneider (GER) – Miloš Benek (TCH) Jean-Christophe Benoist (FRA)

Vyloučení: 5:5

Diváků: 3 271

### O 11. místo
Polsko –  Itálie 4:1 (3:0, 0:1, 1:0)
20. února 1992 (13:00) – Albertville (Méribel – Palais des Glaces)

Branky Polska: 4:59 Janusz Adamiec, 7:07 Miroslaw Tomasik, 8:33 Mariusz Puzio, 45:31 Janusz Adamiec.

Branky Itálie: 32:19 Giuseppe Foglietta.

Rozhodčí: Bernd Schneider (GER) – Jim Carmen (CAN), Erik Larssen (NOR)

Vyloučení: 3:6

Diváků: 2 144

## Statistiky

### Kanadské bodování

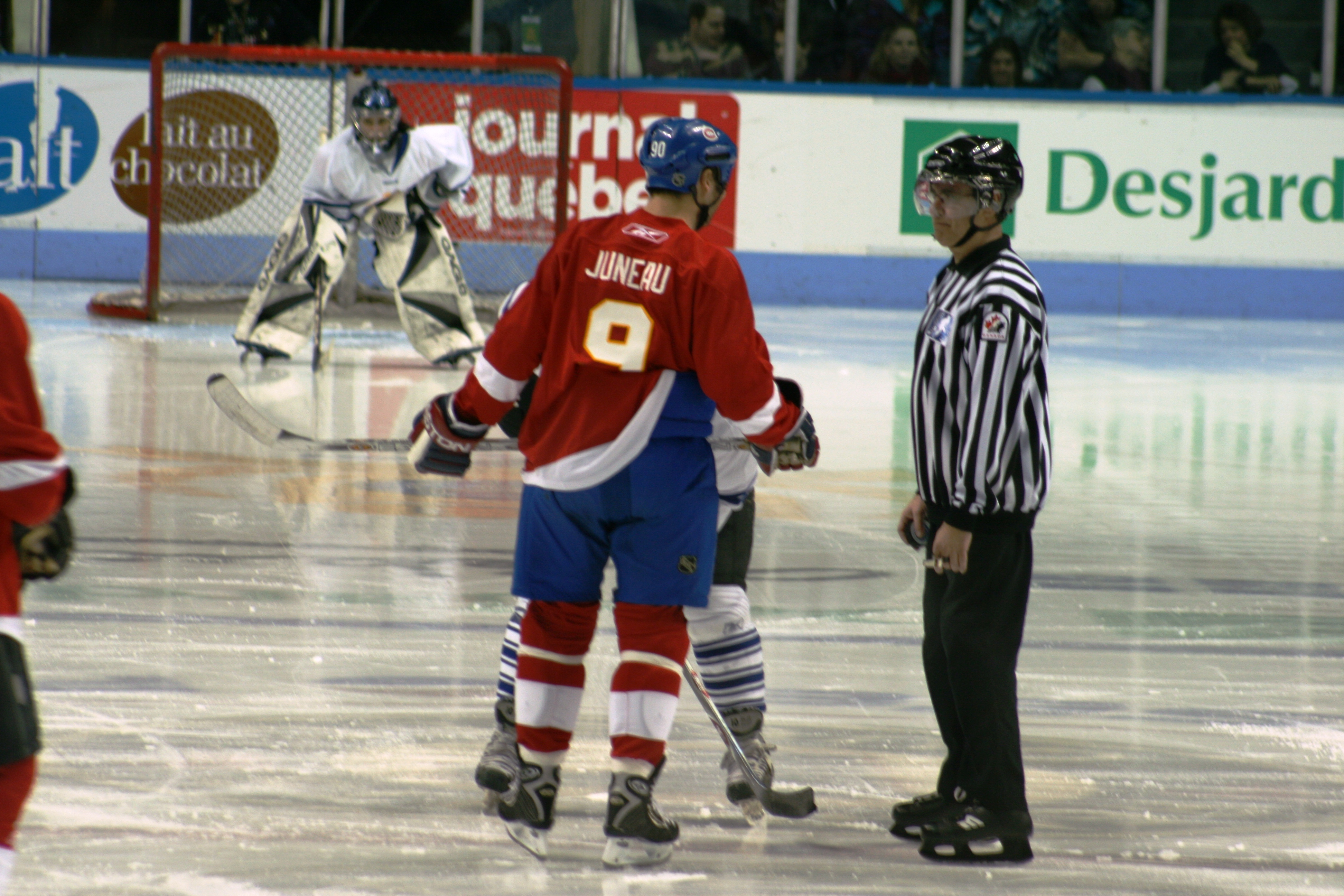
Joe Juneau – vítěz kanadského bodování turnaje.

| Poř. | Kanadské bodování   | Branky | Přihrávky | Body |
| ---- | ------------------- | ------ | --------- | ---- |
| 1.   | Joe Juneau          | 6      | 9         | 15   |
| 2.   | Andrej Chomutov     | 7      | 7         | 14   |
| 3.   | Robert Lang         | 5      | 8         | 13   |
| 4.   | Teemu Selänne       | 7      | 4         | 11   |
| 5.   | Eric Lindros        | 5      | 6         | 11   |
| 5.   | Hannu Järvenpää     | 5      | 6         | 11   |
| 7.   | Vjačeslav Bykov     | 4      | 7         | 11   |
| 8.   | Jurij Chmyljov      | 4      | 6         | 10   |
| 8.   | Mika Nieminen       | 4      | 6         | 10   |
| 10.  | Nikolaj Borščevskij | 7      | 2         | 9    |

### Soupiska SNS
SNS

Brankáři: Michail Štalenkov, Andrej Trefilov, Nikolaj Chabibulin.

Obránci: Dmitrij Mironov, Vladimir Malachov, Dmitrij Juškevič, Darjus Kasparajtis, Alexej Žitnik, Sergej Zubov, Sergej Bautin, Igor Kravčuk.

Útočníci: Andrej Chomutov, Vjačeslav Bykov, Jurij Chmyljov, Nikolaj Borščevskij, Igor Boldin, Jevgenij Davydov, Vitalij Prochorov, Sergej Petrenko, Alexej Kovaljov, Alexej Žamnov, Andrej Kovalenko, Vjačeslav Bucajev.

Trenéři: Viktor Tichonov, Vladimir Jurzinov, Igor Dmitrijev.

### Soupiska Kanady
Kanada

Brankáři: Trevor Kidd, Sean Burke, Sam St. Laurent.

Obránci: Gord Hynes, Jason Woolley, Brad Schlegel, Kevin Dahl, Adrien Plavsic, Curt Giles, Dan Ratushny, Brian Tutt.

Útočníci: Joé Juneau, Eric Lindros, Dave Archibald, Dave Hannan, Randy Smith, Chris Lindberg, Wally Schreiber, Patrick Lebeau, Todd Brost, Fabian Joseph, Dave Tippett, Kent Manderville.

Trenéři: Dave King, Tom Renney, Terry Crisp, Wayne Flemming, Dale Hanwood.

### Soupiska ČSFR
Československo

Brankáři: Petr Bříza, Oldřich Svoboda, Jaromír Dragan.

Obránci: Drahomír Kadlec, Róbert Švehla, Jiří Šlégr, Leo Gudas, Miloslav Hořava, Bedřich Ščerban, Richard Šmehlík.

Útočníci: Robert Lang, Petr Rosol, Otakar Janecký, Kamil Kašťák, Ladislav Lubina, Patrik Augusta, Tomáš Jelínek, Petr Hrbek, Richard Žemlička, Igor Liba, Radek Ťoupal, Peter Veselovský, František Procházka.

Trenéři: Ivan Hlinka, Jaroslav Walter

### Soupiska USA
4.  USA

Brankáři: Ray LeBlanc, Scott Gordon, Mike Dunham.

Obránci: Sean Hill, Moe Mantha, Bret Hedican, Scott Lachance, Greg Brown, Guy Gosselin, Dave Tretowicz.

Útočníci: Marty McInnis, Ted Donato, Tim Sweeney, Carl J. Young, Steve Heinze, Clark Donatelli, Scott Young, Ted Drury, Keith Tkachuk, Joe Sacco, Jim Jahannson, Shawn McEachern, David Emma.

Trenéři: Dave Peterson – Jeff Sauer, Ben Smith.

### Soupiska Švédska
5.  Švédsko

Brankáři: Tommy Söderström, Roger Nordström, Frederik Andersson.

Obránci: Börje Salming, Tommy Sjödin, Peter Andersson 1962, Peter Andersson 1965, Kenneth Kennholt, Fredrik Stillman, Petri Liimatainen.

Útočníci: Håkan Loob, Thomas Rundqvist, Mats Näslund, Lars Edström, Mikael Johansson, Patrik Ericksson, Patric Kjellberg, Daniel Rydmark, Patrik Carnbäck, Charles Berglund, Peter Ottosson, Jan Viktorsson, Bengt-Ake Gustafsson.

Trenéři: Conny Evensson, Curt Lindström.

### Soupiska Německo
6.  Německo

Brankáři: Helmut de Raaf, Karl Friesen, Joseph Heiss.

Obránci: Udo Kießling, Ronald Fischer, Andreas Niederberger, Uli Hiemer, Rick Amann, Jörg Mayr, Michael Heidt, Michael Smidt.

Útočníci: Gerd Truntschka, Dieter Hegen, Andreas Brockmann, Georg Holzmann, Michael Rumrich, Ernst Köpf, Peter Draisaitl, Jürgen Rumrich, Thomas Brandl, Bernd Truntschka, Raimund Hilger, Axel Kammerer.

Trenér: Luděk Bukač, Franz Reindl.

### Soupiska Finska
7.  Finsko

Brankáři: Jukka Tammi, Markus Ketterer, Sakari Lindfors.

Obránci: Timo Jutila, Kari Eloranta, Ville Siren, Arto Ruotanen, Simo Saarinen, Timo Blomqvist, Janne Laukkanen, Harri Laurila.

Útočníci: Teemu Selänne, Hannu Järvenpää, Mika Nieminen, Mikko Mäkelä, Petri Skriko, Pekka Tuomisto, Jari Lindroos, Raimo Helminen, Raimo Summanen, Keijo Säilynoja, Timo Peltomaa, Timo Saarikoski.

Trenér: Pentti Matikainen, Sakari Pietilä.

### Soupiska Francie
8.  Francie

Brankáři: Petri Ylönen, Jean-Marc Dijan, Fabrice Lhenry.

Obránci: Serge Poudrier, Stéphane Botteri, Denis Perez, Bruno Saunier, Michael Leblanc, Jean-Phiippe Lemoine, Gerald Guennelon.

Útočníci: Christophe Ville, Stéphane Barin, Peter Almasy, Philippe Bozon, Patrick Dunn, Benoit Laporte, Antoine Richer, Arnaud Briand, Yves Crettenand Christian Pouget, Pierre Pousse, Michael Babin, Pascal Margerit.

Trenér: Kjell Larsson, Marc Peythieu.

### Soupiska Norsko
9.  Norsko

Brankáři: Jim Marthinsen, Steve Allman, Robert Schistad.

Obránci: Petter Salsten, Jon-Magne Karlstad, Tommy Jakobsen, Morgan Andersen, Martin Friis, Jan-Roar Fagerli, Kim Sögaard.

Útočníci: Marius Rath, Ole-Eskild Dahlström, Geir Hoff, Eirik Paulsen, Tom Johansen, Petter Thoresen, Erik Kristiansen, Carl Gunnar Gundersen, Örjan Lövdal, Jarle Friis, Arne Billkvam, Rune Gulliksen, Öystein Olsen.

Trenéři: Bengt Olsson, Tore Jobs.

### Soupiska Švýcarsko
10.  Švýcarsko

Brankáři: Renato Tosio, Reto Pavoni, Christophe Wahl.

Obránci: Samuel Balmer, Sandro Bertaggia, Patrice Brasey, Sven Leuenberger, Andreas Beutler, Doug Honegger, André Künzi, Dino Kessler.

Útočníci: Patrick Howald, Keith Fair, Jörg Eberle, Mario Brodmann, Mario Rottaris, Alfred Lüthi, Gil Montandon, Thomas Vrabec, Manuele Celio, Peter Jaks, André Rötheli, Andy Ton.

Trenéři: Juhani Tamminen, Brian Lefley.

### Soupiska Polsko
11.  Polsko

Brankáři: Gabriel Samolej, Marek Batkiewicz, Mariusz Kieca

Obránci: Robert Szopinski, Kazimierz Jurek, Henryk Gruth, Marek Cholewa, Rafal Sroka, Andrzej Kadziolka, Dariusz Garbocz, Jerzy Sobera.

Útočníci: Janusz Hajnos, Miroslaw Tomasik, Mariusz Puzio, Waldemar Klisiak, Andrzej Swistak, Krzysztof Bujar, Wojciech Tkacz, Mariusz Czerkawski, Janusz Adamiec, Krzysztof Kuzniecow, Dariusz Platek, Slawomir Wieloch.

Trenéři: Leszek Lejczyk, Jerzy Mruk.

### Soupiska Itálie
12.  Itálie

Brankáři: David Delfino, Mike Zanier, Diego Riva.

Obránci: Bob Manno, William Stewart, Jimmy Camazzola, Tony Circelli, Robert Oberrauch, Mike De Angelis, Giovanni Marchetti, Georg Comploi.

Útočníci: Giuseppe Foglietta, Bruno Zarrillo, Emilio Iovio, John Vecchiarelli, Santino Pellegrino, Lucio Topatigh, Rick Morocco, Frank Nigro, Robert Ginnetti, Ivano Zanatta, Marco Scapinello, Martino Soracreppa.

Trenéři: Gene Ubriaco, Alberto Darin.

### Konečné pořadí
|     | Tým          | Z | V | R | P | Skóre | B  |
| --- | ------------ | - | - | - | - | ----- | -- |
|     | SNS (EUN)    | 8 | 7 | 0 | 1 | 46:14 | 14 |
|     | Kanada (CAN) | 8 | 6 | 0 | 2 | 36:17 | 12 |
|     | ČSFR (TCH)   | 8 | 6 | 0 | 2 | 36:21 | 12 |
| 4.  | USA          | 8 | 5 | 1 | 2 | 25:19 | 11 |
| 5.  | Švédsko      | 8 | 5 | 2 | 1 | 30:19 | 12 |
| 6.  | Německo      | 8 | 3 | 0 | 5 | 22:33 | 6  |
| 7.  | Finsko       | 8 | 4 | 1 | 3 | 29:21 | 9  |
| 8.  | Francie      | 8 | 2 | 0 | 6 | 20:35 | 4  |
| 9.  | Norsko       | 7 | 2 | 0 | 5 | 17:43 | 4  |
| 10. | Švýcarsko    | 7 | 2 | 0 | 5 | 22:32 | 4  |
| 11. | Polsko       | 7 | 1 | 0 | 6 | 10:38 | 2  |
| 12. | Itálie       | 7 | 1 | 0 | 6 | 22:33 | 2  |